# Вейн Воррен
Вейн Воррен (англ. Wayne Warren, нар. 12 червня 1962 року) — валлійський професійний гравець у дартс, який грає в BDO. Він є дійсним чемпіоном світу з дартсу (BDO) 2020 року.

## Особисте життя
Крім дартсу, Воррен працює покрівельником і живе в Тайневідді, Ронта-Кінон-Тав.

## Виступи на чемпіонатах світу

### BDO
- 2005: 1-й раунд (програв Мервіну Кінгу 0-3)
- 2013: 1-й раунд (програв Алану Норрісу 1–3)
- 2018: Чвертьфінал (програно Марку Макгіні 4–5)
- 2019: 2-й раунд (програно Майклу Унтербухнеру 0–4)
- 2020: Переможець (переміг Джима Вільямса 7–4)